# Brigalow

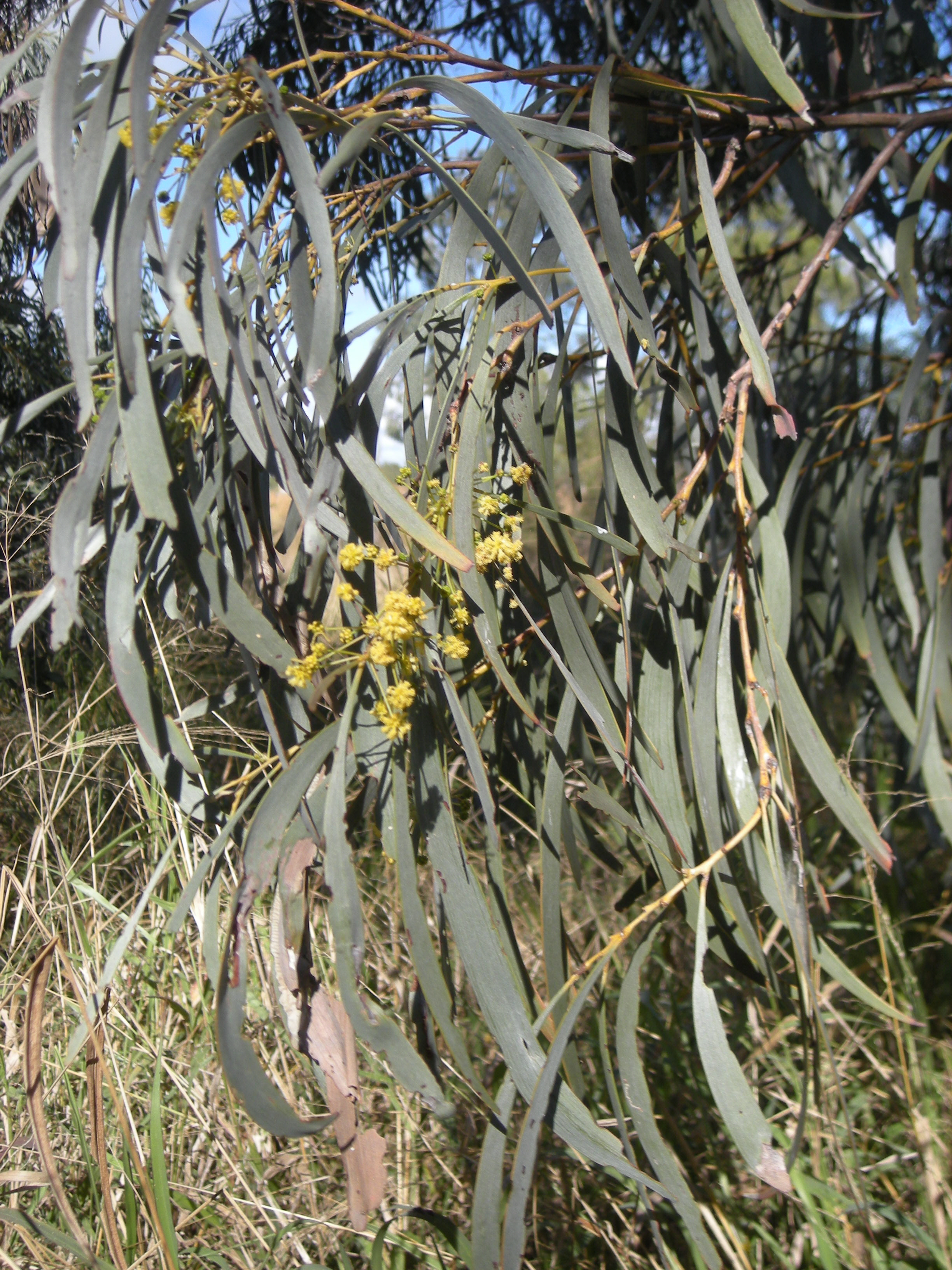
Acacia harpophylla – dominant brigalow-scrubu

Brigalow (brigalow-scrub) – formacja roślinna stanowiąca rodzaj australijskiego scrubu. Jest to jego najwyższa jego odmiana mająca postać zarośli lub niewysokiego lasu osiągającego do 10–12 m wysokości. Kształtuje się na ciężkich glebach gliniastych z dużą zawartością sody. Przemienne nawadnianie i wysychanie podłoża skutkuje powstawaniem licznych, niewielkich zagłębień (do ok. 1 m głębokości i 4–5 m szerokości). W zbiorowisku gromadzi się duża ilość suszu drzewnego (ma charakter pirofityczny i jego kształt jest w naturalny sposób kształtowany przez pożary buszu).
Głównym jego składnikiem tworzącym formację, zwykle dominującym, jest Acacia harpophylla (ang. brigalow). Poza tym rosną tu m.in. Brachychiton rupestris, różne gatunki z rodzajów: Sida, Evolvulus, Vittadinia.